# Jackson (North Carolina)
Jackson is een plaats (town) in de Amerikaanse staat North Carolina, en valt bestuurlijk gezien onder Northampton County.

## Demografie
Bij de volkstelling in 2000 werd het aantal inwoners vastgesteld op 695.
In 2006 is het aantal inwoners door het United States Census Bureau geschat op 662, een daling van 33 (-4,7%).

## Geografie
Volgens het United States Census Bureau beslaat de plaats een oppervlakte van
2,6 km², geheel bestaande uit land. Jackson ligt op ongeveer 41 m boven zeeniveau.

## Plaatsen in de nabije omgeving
De onderstaande figuur toont nabijgelegen plaatsen in een straal van 20 km rond Jackson.